# Observatorul Fabra
Observatorul Fabra (în catalană Observatori Fabra) este un observator astronomic, meteorologic și seismologic din Barcelona, în Catalonia, Spania, situat la altitudinea de 415 metri deasupra nivelului mării, pe munții Serra de Collserola, care domină Barcelona. 
Fondat în 1904, el este al patrulea cel mai vechi observator în activitate din lume. Este gerat de Academia Regală de Științe și Arte din Barcelona, în catalană Reial Acadèmia de Ciències i Arts de Barcelona și este dedicat îndeosebi studiului asteroizilor și cometelor.
La 4 martie 2014 Guvernul din Catalonia l-a declarat monument istoric de interes cultural național (BCIN).

## Istoric
Edificiul este opera arhitectului Josep Domènech i Estapà (1858–1917) și a fost inaugurat la 7 aprilie de 1904, în prezența regelui Alfonso al XIII-lea al Spaniei.

## Descoperiri
Aici astronomul Josep Comas i Solà a descoperit, la 5 noiembrie 1926, cometa 32P/Comas Solà.